# 픽셀건 3D
픽셀 건 3D(영어: Pixel Gun 3D)는 2013년 Lightmap이 개발하고 Cubic Games가 iOS와 안드로이드용으로 출시한 1인칭 슈팅 게임이다.